# Musa Çiçek
Musa Çiçek (19 de septiembre de 1967) es un deportista alemán de origen turco que compitió en taekwondo. Ganó una medalla de bronce en el Campeonato Mundial de Taekwondo de 1989 y dos medallas de oro en el Campeonato Europeo de Taekwondo, en los años 1990 y 1992.

## Palmarés internacional
| Representando a la RFA   |                      |                   |           |
| Campeonato Mundial       |                      |                   |           |
| Año                      | Lugar                | Medalla           | Categoría |
| 1989                     | Seúl (Corea del Sur) | Medalla de bronce | –64 kg    |
| Representando a Alemania |                      |                   |           |
| Campeonato Europeo       |                      |                   |           |
| Año                      | Lugar                | Medalla           | Categoría |
| 1990                     | Aarhus (Dinamarca)   | Medalla de oro    | –64 kg    |
| 1992                     | Valencia (España)    | Medalla de oro    | –64 kg    |